# Agapetus illini
Agapetus illini là một loài Trichoptera trong họ Glossosomatidae. Chúng phân bố ở miền Tân bắc.